# Long Island City

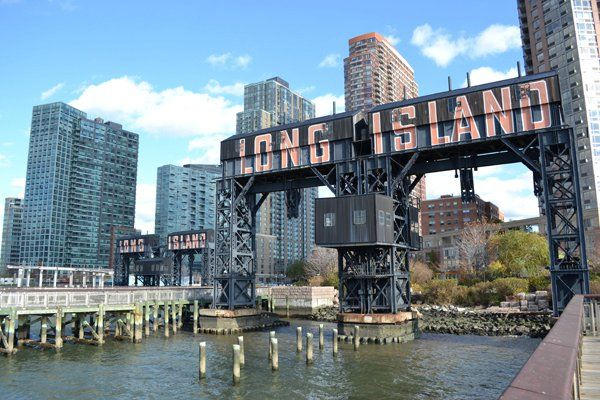
Long Island City en 2010.

Long Island City est un quartier de l'arrondissement du Queens à New York. Situé sur les rives de l'East River, au Nord de l'embouchure du Newtown Creek qui le sépare du quartier de Greenpoint à Brooklyn.

## Historique
La ville, autrefois indépendante de New York, fut fondée en 1870 en fusionnant le village d'Astoria avec plusieurs hameaux comme Ravenswood, Hunters Point, Blissville, Sunnyside, Dutch Kills, Steinway, Bowery Bay et Middleton.
Le dernier maire de Long Island City avant l'intégration de la ville à New York en 1898, fut l'homme politique d'origine irlandaise Patrick Gleason.
C'était naguère un site industriel grisâtre. Aujourd'hui, les quais réaménagés sont un lieu d'agrément, les anciens docks industriels sont classés monuments historiques.